# Чулаківка
Чулакі́вка — село в Україні, центр Чулаківської сільської громади Скадовського району Херсонської області. Населення становить 3087 осіб. Орган місцевого самоврядування — Чулаківська сільська рада. 
На початку березня 2022 року село було окуповано, російськими військами.

## Історія
Чулаківка заснована в 1751 році. Станом на 1886 рік, у селі Збур'ївської волості Дніпровського повіту Таврійської губернії мешкало 1710 осіб, налічувалось 235 дворів, існували 4 лавки.
Походження назви села: Існує дві думки з приводу походження назви села. За першою, назва поселення пішла від прізвища запорізького козака Чулака, який оселився над озером недалеко від придніпрянського лісу і тугаю, за 25 км від Голого Перевозу.
Є й друга, більш офіційна, версія про виникнення села, де мовиться, що: «За твердженням селян на місці цього села був хутір якогось вихідця із Туреччини на прізвисько Чулак (тобто, на турецькій мові — безрукий). Хутір цей стояв при воді…».
Історична довідка: Офіційно заснування с. Чулаківки, згідно поселянських листів, відноситься до 1751 року. Першими переселились до хутора Чулака до десятка дворів зі Збур'ївських пантаківських хуторів. Село засноване на державних землях заселялося вільними (чорносошними) селянами, колишніми запорізькими козаками. Перші документальні відомості про село Чулаківку відносяться до 1801 року.
В серпні 1922 року в Чулаківці організовується перша сільськогосподарська артіль «Перше травня», пізніше з'являються артілі «Червоне сонце»  та «Нова зоря».
На 1924 рік в селі вже існувала споживча кооперація, що налічувала 52 члена. Активно діяв комнезам, що об'єднував 200 селян незаможників.
2 травня 1927 року утворюється товариство спільного обробітку землі «1-ша Чулаківська». У 1929—1932 роках на базі існуючих артілей і ТСОЗу здійснено масову колективізацію, утворено 6 колгоспів: ім. Леніна, «Перше травня», «Чубаря», «Чапаєва», «Андре-Марті», «Косіора».
В 1932 році після об'єднання і до 20 серпня 1950 року було 4 колгоспи: «Перше травня», «Андре-Марті», «Чапаєва», ім. Леніна.
З 22 вересня 1941 року по 4 листопада 1943 року село Чулаківка було в німецькій окупації.
20 серпня 1950 року було прийнято рішення про об'єднання 4 колгоспів в один — імені Леніна.
З 24 лютого 2022 року знаходиться під окупацією російських військ.

## Населення
Згідно з переписом УРСР 1989 року чисельність наявного населення села становила 3009 осіб, з яких 1442 чоловіки та 1567 жінок.
За переписом населення України 2001 року в селі мешкала 3051 особа.

### Мова
Розподіл населення за рідною мовою за даними перепису 2001 року:
| Мова       | Відсоток |
| ---------- | -------- |
| українська | 93,88 %  |
| російська  | 5,44 %   |
| білоруська | 0,26 %   |
| молдовська | 0,19 %   |
| вірменська | 0,06 %   |

## Інфраструктура
В селі функціонують Чулаківська сільська рада, Чулаківська ЗОШ І-ІІІ ступенів, ясла-садок «Журавлик», електрична підстанція, маслобійка, музична школа, будинок культури, музей історії села, при будинку культури, школа картингістів, футбольний стадіон «Вікторія», поліклініка, аптека. В центрі села знаходиться кафе «Мрія» . По всьому селі більш, ніж 21 торгова точка (продуктові магазини), також є торгова площа (ринок).
Поблизу Чулаківки розташований меморіал учасників другої світової війни. В центрі села є Меморіал Вічної Слави жертвам-односельчанам. що не повернулися з Другої світової війни, біля нього вічний вогонь, також є пам'ятник «Невідомому солдату»
21 лютого 2015 року у селі невідомими патріотами було завалено пам'ятник Леніну.
Раніше функціонував зоопарк, що був побудований Садовим М. К. у 1970х роках після його візиту до Асканії Нової, що надихнула тодішнього голову колгоспу на будівництво. Зараз територія зоопарку привласнена і він знаходиться майже у розібраному стані, хоча на 2002 рік повноцінно функціонував.
У 1970-х роках була побудована система озер, які влітку слугували місцем для купання, а взимку ковзанкою, але на сьогодні жителі села реконструювали власними силами лише 2 озера, в яких є риба.
Також приблизно 20 років тому в селі була власна хлібопекарня, та до недавнього часу функціонував «Млин» (робили борошно).
В центрі села навпроти будинку культури та поблизу школи реконструювали фонтан.

## Храми
- Свято-Миколаївський Храм УПЦ МП

## Відомі люди
В селі народилися:
- Гунько Віктор, який у 2006 році отримав премію «Гордість країни» в номінації «Видатні приклади відваги», за те що у 16-річному віці врятував 9-річну дівчинку Світлану Околіту, котра тонула у зрошувальному каналі. За рік до цього він врятував свого друга з-під льоду.
- Підпалий Валеріан Сергійович — український кінорежисер.
- Підпалий Іван Федорович — професор Вінницького національного аграрного університету, академік Інженерної академії України.
- Чабанов Сергій Іванович (1925—2011) — учасник німецько-радянської війни, почесний громадянин Херсона.
- Авєрін Іван Іванович (1946—2014) — публічна особа, громадський діяч, присвятив все своє життя збереженню та розвитку культурних та творчих надбань рідного краю. Після його смерті Будинок культури в с. Чулаківка названий на честь Івана Авєріна